# Arrasta-pé
Arrasta-pé (inicialmente chamado polca) é um gênero musical e dança típicos da Região Nordeste do Brasil.
As músicas são executadas nos bailes forrós e acompanhadas pela dança arrasta-pé e em festa junina, nas quais podem ser acompanhadas também pela dança da quadrilha.

## História
O nome original desse gênero musical é polca, uma dança popular da Europa.